# Velké Pavlovice
Velké Pavlovice là một thị trấn thuộc huyện Břeclav, vùng Jihomoravský, Cộng hòa Séc.